# Eugen Rochko
Eugen Rochko (nacido en 1993) es un desarrollador de software alemán nacido en Rusia, más conocido por ser el creador de Mastodon, una red social descentralizada de código abierto con "políticas estrictas contra el abuso y la discriminación".

## Primeros años de vida
Rochko nació en una familia rusa en 1993, y se mudó a Alemania a la edad de 11 años. Asistió a la escuela primaria en Jena y estudió informática en la Universidad de Jena. En su juventud, estuvo activo en redes como MySpace, schülerVZ, Facebook, Twitter e ICQ.

## Carrera profesional
A principios de 2016, mientras estudiaba, Rochko comenzó a trabajar en el software Mastodon. Lanzó la versión Beta ese año. Publicó el software en octubre de 2016 al finalizar su carrera. En abril de 2017, había 1000 "instancias" ejecutadas de forma independiente en la plataforma de red social federada de Mastodon con "cientos de miles de usuarios" que usaban servidores personales y públicos, según una entrevista de junio de 2017 de la Free Software Foundation (FSF). Debido a su código fuente, no solo el contenido está abierto, cualquiera puede usarlo para crear su propio servidor con reglas y regulaciones personalizadas y específicas. Estos servidores individuales forman parte de la red social distribuida o federada.
Rochko desarrolló Mastodon con donaciones a través de Patreon y OpenCollective, una subvención de desarrollo de código abierto de Samsung, así como una pequeña subvención de la Comisión Europea. Lo publicó a principios de octubre de 2016 después de completar sus estudios de informática en la Universidad de Jena. Más tarde implementó el protocolo ActivityPub para Mastodon. Para mayo de 2017, ya había 323 colaboradores voluntarios diferentes en GitHub ; sólo una docena eran colaboradores habituales. Rochko y otra persona fusionaron las solicitudes de incorporación de cambios realizadas por voluntarios en la rama principal de Mastodon. Para julio de 2017, había 727 personas apoyando a Mastodon en Patreon. En ese momento, Rochko se describió a sí mismo como el principal desarrollador y gerente de proyectos de Mastodon trabajando junto a 'arroba'maloki'arroba'mastodon.social, el gerente de proyectos de Mastodon. El resto del trabajo fue realizado por voluntarios.
En una entrevista de Time del 6 de noviembre de 2022, Rochko dijo que lo comenzó como un proyecto paralelo mientras trabajaba en su carrera. En una entrevista con Reuters, Rochko dijo que estaba motivado por los rumores de que Peter Thiel, un "multimillonario de derecha", estaba considerando adquirir Twitter. Rochko dijo que era crucial que este "servicio público de facto, que no es público" no debería ser controlado por una corporación estadounidense. No estaba satisfecho con algunas de las funciones de la plataforma de redes sociales. Rochko dijo que una plataforma como Twitter juega un papel importante en la democracia y no debería ser controlada por una corporación estadounidense. Según su entrevista de Esquire de 2018, estaba motivado para crear Mastodon para brindar un espacio que no fuera comercial y fuera más seleccionado que Twitter. En junio de 2017, Rochko dijo a un entrevistador que amaba el software libre y esto, junto con su creciente insatisfacción con Twitter, también habían sido factores en la creación de Mastodon.
Según Forbes, Rochko basó el nombre en la banda estadounidense de heavy metal Mastodon. Para agosto de 2018, Mastodon había crecido a aproximadamente 1,5 millones de usuarios con un aumento en los registros a raíz de la negativa de Twitter de prohibir a Alex Jones de Infowars, según Esquire.
Un artículo del Daily Dot de la reportera Ana Valens, que se enfoca en temas como las comunidades queer y el contenido para adultos, dijo que en noviembre de 2016, después de la elección de Donald Trump, Mastodon había atraído a muchas personas en la comunidad queer. Estos primeros usuarios apreciaron el potencial del "fediverso descentralizado" como una forma de protección para los usuarios marginados. Se ofrecieron como voluntarios en muchas funciones, incluida la gestión de proyectos y el desarrollo de software de código abierto. Valens dijo que la "hiperfijación en evitar la política" de Rochko — y por extensión de Mastodon — donde se agregaba una advertencia de contenido (CW) a las publicaciones sobre política, dañaba a las personas de color y otros grupos marginados, cuyas identidades, dijo Valens, eran " inherentemente político". Valens dijo que para 2019, había dos campos en competencia en Mastodon — los homosexuales marginados y los "trabajadores tecnológicos blancos, acomodados y masculinos" cuyas opiniones se alinearon con Rochko. Ella describió a Rochko como un dictador benevolente de por vida (BDFL) — un término dado a algunos desarrolladores de software de código abierto que tienen la última palabra en las decisiones. En su entrevista para el artículo del Daily Dot, Rochko dijo que no veía a BDFL como una "descripción dura" de Mastodon sino como un término de programación que describía una forma de gobierno que Rochko sentía que era más eficiente que el "gobierno por comité"..
En una entrevista de noviembre de 2019 con mint en la semana posterior a la afluencia de 26,000 nuevos miembros de India que habían salido de Twitter por "políticas de moderación opacas, censurar a los críticos del gobierno y no controlar el discurso de odio", Rochko dijo que Mastodon había extendido su política de no condonar el castismo "así como" el racismo, el sexismo, la homofobia o la transfobia " Rochko dijo que, en contraste con Twitter, Mastodon tenía una "proporción más alta de moderadores a usuarios" que monitorean las publicaciones.
Cinco años después de su creación, en agosto de 2021, Rochko anunció que había incorporado a Mastodon como una Gesellschaft mit beschränkter Haftung (GmbH) sin fines de lucro — la forma alemana más común de sociedad de responsabilidad limitada sin fines de lucro — como fundador y único accionista. Todas las fuentes de ingresos y actividades de Mastodon se transfirieron a esta nueva entidad legal con Rochko como director ejecutivo y empleado con un salario fijo.
En proyectos anteriores de código abierto, Rochko había utilizado la licencia de software libre ampliamente utilizada, General Public License (GPL), escrita originalmente por el fundador de Free Software Foundation, Richard Stallman . Para Mastodon, eligió la licencia AGPL para software de red que brinda a los clientes de la red acceso a la fuente del software. En 2019, Gab, de extrema derecha, comenzó a usar el software de código abierto de Mastodon bajo esta licencia que violaron. Rochko dijo que el convenio del servidor Mastodon que exige "moderación activa contra el racismo, el sexismo, la homofobia y la transfobia" aísla cualquier uso del software de código abierto. Dijo que los desarrolladores de Gab habían roto lazos con el proceso de desarrollo de Mastodon. Según Rochko, los desarrolladores de Gab cumplieron de inmediato con la carta de cese y desistimiento de Mastodon del 21 de octubre de 2021 con respecto al incumplimiento de la licencia AGPLv3 de Gab. Gab actualizó su archivo de su código fuente que había sido protegido con contraseña. A pesar de la oposición de Mastodon, Truth Social también usó el código de Mastodon.
Cuando Elon Musk se hizo cargo de Twitter en 2022, los usuarios acudieron en masa a Mastodon, con 230 000 nuevos miembros en la primera semana de noviembre. Un artículo de Forbes citó a Rochko diciendo que era optimista de que las personas que dejaran Twitter por Mastodon "disfrutarían de un tipo diferente de experiencia en las redes sociales".

## Cobertura mediática
Se han publicado artículos y entrevistas con Rochko sobre su papel en Mastodon en Der Tagesspiegel, Esquire, The Daily Dot, Time, y otros. En un podcast de 2018 con Jerod Santo y Adam Stacoviak de Twitter y GitHub, Rochko describió en profundidad los orígenes de Mastodon. En su entrevista de Tagesspiegel de 2022, Rochko dijo que "no tenía poder sobre lo que alguien publica en Mastodon". También discutió la libertad de expresión, los asuntos legales que involucran a la policía y las críticas al gobierno de Israel.